# Richard Hymns
Richard Hymns (18 de julho de 1947) é um sonoplasta estadunidense. Venceu o Oscar de melhor edição de som em três ocasiões: por Indiana Jones and the Last Crusade, Jurassic Park e Saving Private Ryan, ao lado de Cecelia Hall, George Watters II, Gary Rydstrom.